# Vereinigung Oltner Bücherfreunde

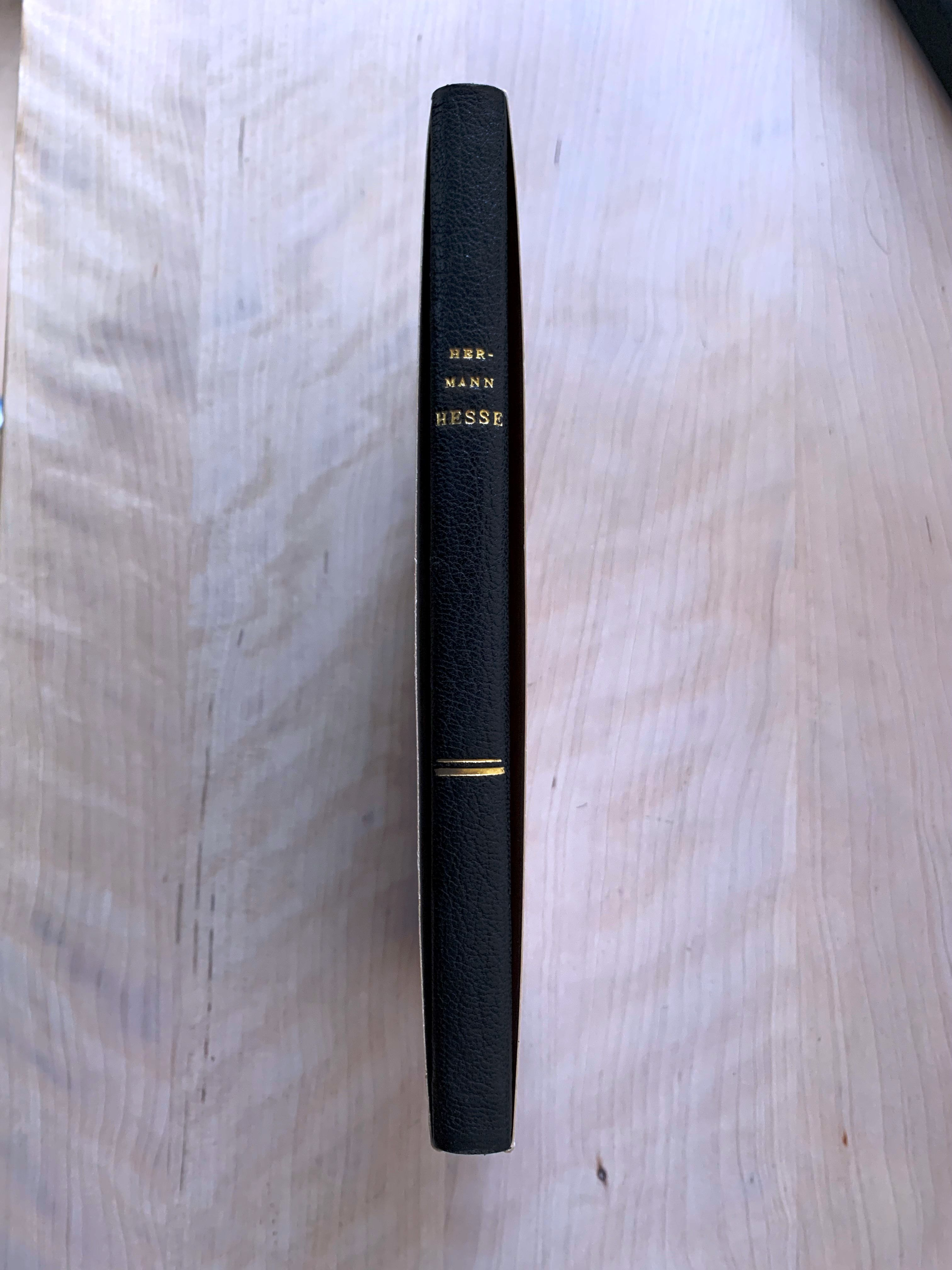
Buchrücken des Bändchens der 99. VOB-Publikation (Vorzugsausgabe)

Die Vereinigung Oltner Bücherfreunde (VOB) war eine Schweizer bibliophile Gesellschaft, welche von 1936 bis 1965 bestand.

## Geschichte
Die VOB wurde 1936 in Olten gegründet. Ihr Initiant hiess William Matheson. Ziel des Vereins war die Förderung von Liebe und Verständnis für das Buch mit wertvollem Inhalt in schöner Form. Dies durch Herausgabe mustergültiger Drucke unter Berücksichtigung der Einbandkunst. Die Vereinigung gab während 30 Jahren Mitte des 20. Jahrhunderts eine im deutschsprachigen Raum bedeutende Reihe von bibliophilen Bändchen heraus. 1965 wurde die VOB aufgelöst.

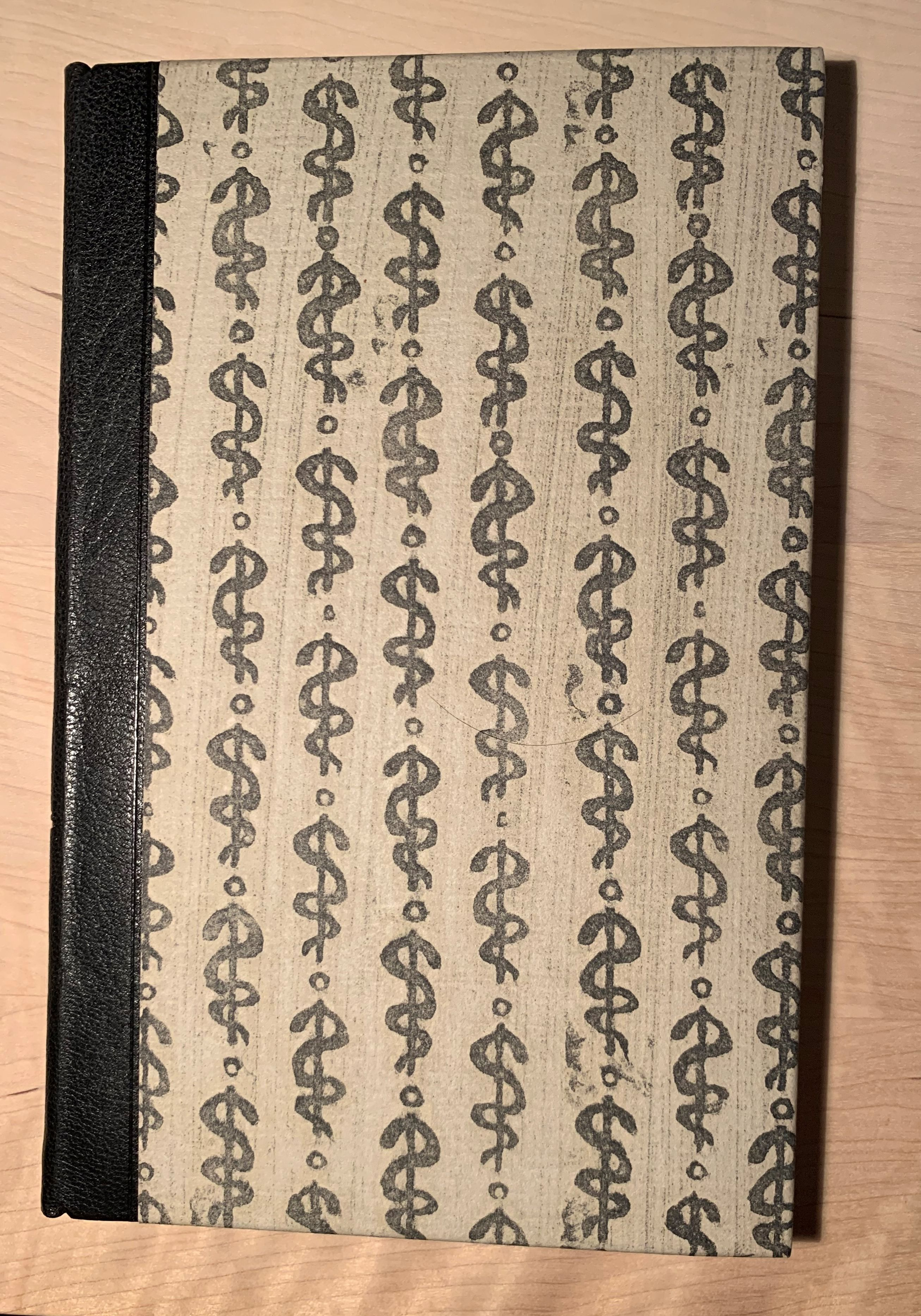
Buchdeckel des Bändchens der 99. VOB-Publikation (Vorzugsausgabe)

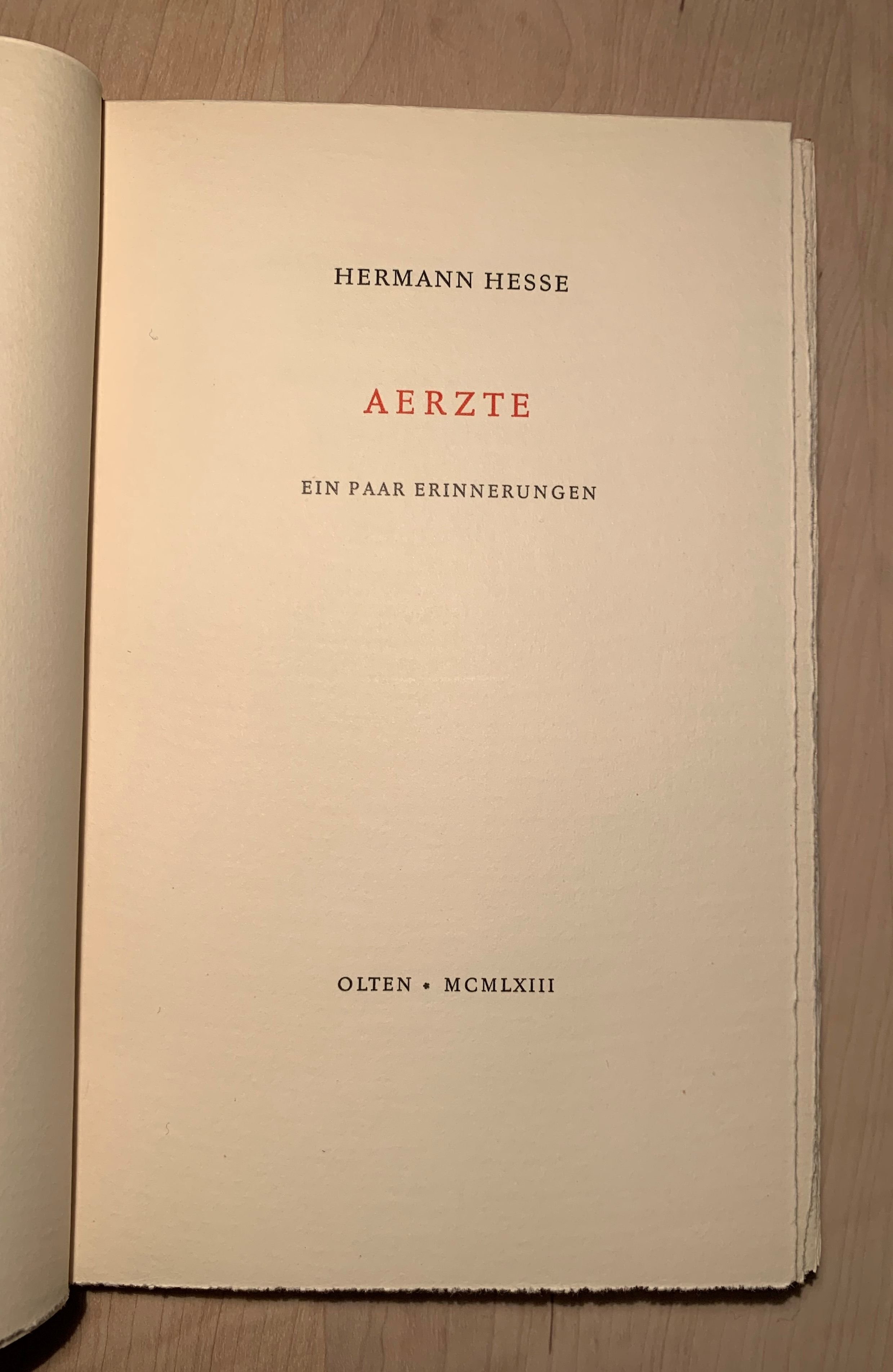
Titelblatt des Bändchens der 99. VOB-Publikation (Vorzugsausgabe)

### Verlagstätigkeit
Die VOB veröffentlichte gesamthaft 100 Werke. 1936 erschien die erste Publikation: Hermann Hesse, Das Haus der Träume. 1965 wurde die letzte Veröffentlichung aufgelegt. Parallel dazu publizierte Matheson sog. Liebhaberdrucke. Zwischen 1945 und 1970 erschienen gesamthaft 22 Werke. Der letzte Band, wiederum von Matheson verfasst, hiess Dank und Erinnerung, Letzter Oltner Liebhaberdruck. Zudem publizierte die VOB sog. Sonderausgaben; zwischen 1939 und 1958 gesamthaft 18 Druckerzeugnisse. Weiter gibt es eine unbekannte Anzahl Widmungsexemplare und Sonderdrucke zu Goethefeiern. Matheson hat zudem privat unter dem Titel Matheson-Presse weitere vier Bändchen veröffentlicht. Es gibt keine abschliessende und vollständige Auflistung des editorischen Werks Mathesons; einen guten Überblick verschafft der Katalog eines Auktionshauses aus dem Jahr 1986.

### Auflagen und bibliophile Aspekte
Die bibliophile Ausstattung der einzelnen Bände basierte ab der 5. Publikationen auf einem dreiteiligen Vorgehen:
1. eine limitierte Auflage von z. B. 30 Vorzugs-Exemplaren wurde mit römischen Ziffern durchnummeriert und als Ganzleder- oder Ganzpergamentbände (später auch als sog. Maroquin-Bände bezeichnet) als Handarbeit eines versierten Buchbinders herausgegeben, meist vom Autor/von der Autorin des Werkes handsigniert. Nach dem Weltkrieg wurden die Bändchen in der Regel auf Zerkall-Bütten mit VOB-Wasserzeichen versehen gedruckt.
2. weitere z. B. 50–100 Exemplare wurden als sog. Halbleder-, Halbpergament- oder Halbfranzbände gestaltet. Diese Vorzugsausgaben waren mit arabischen Ziffern durchnummeriert und oft von den Autoren/Autorinnen signiert. Diese Bändchen wurden auch auf Zerkall-Bütten gedruckt.
3. schliesslich wurde jeweils eine Ausgabe als Pappband herausgegeben mit Auflagen von mehreren hundert bis 1500 Exemplaren, ohne Signatur, Einbandüberzugspapiere wurden als Batik-Modeldrucke von Emil Kretz realisiert.

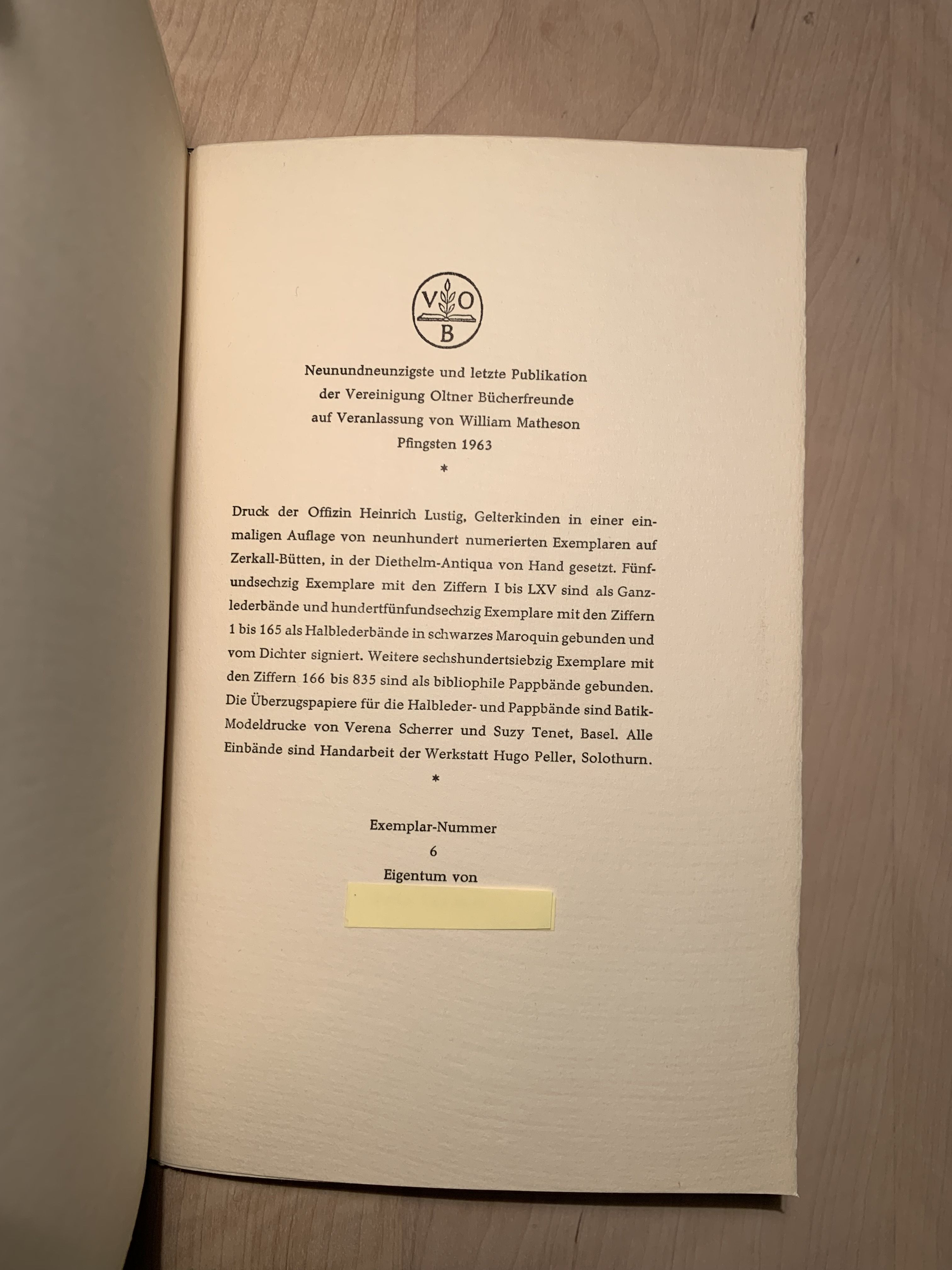
Titelblatt des Bändchens der 99. VOB-Publikation (Vorzugsausgabe)

### Bedeutende Namen
Die Liste der Autoren zeigt ein breites Interesse des Verlags, wobei vor allem deutschsprachige Autoren, selten Autorinnen, vertreten waren. Viele Namen sind heute unbekannt oder vergessen, andere haben ihre Bedeutung erhalten. Mit Nr. 1 von Hermann Hesse begann die Serie und mit Nr. 99, ebenfalls von Hermann Hesse, endete sie auch. Dazwischen figurieren Namen, wie Hans Carossa, Werner Bergengruen, Rudolf Hagelstange, Ernst Jünger, Thomas Mann, Albert Schweitzer, Rudolf Alexander Schröder etc.